# ارکیده ریشوی کوهی
ارکیده ریشوی کوهی (نام علمی: Calochilus montanus) نام یک گونه از سرده ارکیده‌های ریشو است.